# Aproz
Aproz est une localité suisse située à cheval sur le territoire de la commune valaisanne de Nendaz et de celle de Sion.
Située en plaine, sur la rive gauche du Rhône, Aproz accueille notamment chaque année la finale cantonale des combats de reines. On trouve également sur le territoire de la localité une usine d'eau minérale, qui commercialise l'eau de marque Aproz, vendue à la Migros.

## Toponymie
Le z final ne sert qu'à marquer le paroxytonisme et ne devrait pas être prononcé ; dans sa langue d'origine, il s'écrit Apro.

## Histoire
Aproz est mentionné aux XIIIe et XIVe siècles dans les redevances au Chapitre de Sion et dans des textes concernant la construction du pont du Rhône.

## Population et société

### Gentilé et surnom
Les habitants du village se nomment les Aproziens.
Ils sont surnommés les Renoilles, soit les grenouilles en patois valaisan, la localité se trouvant le long du Rhône.

### Démographie
|            | Population d'Aproz, |
| ---------- | ------------------- |
| 01.01.1993 | 578                 |
| 01.01.2004 | 644                 |
| 01.01.2012 | 700                 |
| 01.01.2020 | 985                 |

En 2004 et 2012, Aproz est le troisième village de la commune de Nendaz en nombre d'habitants, place qu'elle occupait déjà dans le « classement » de 1993.

## Bâtiments / Édifices

### L'église
L'église construite en 1947 est dédiée à saint Nicolas de Flüe.

### L'usine électrique Staechelin
Située au fond du village, contre le mont, l'usine électrique de l'entrepreneur bâlois Gregor Staechelin, turbinait les eaux de la Printze.